# Pokémon (série de jeux vidéo)
Pour les articles homonymes, voir Pokémon.
La série de jeux vidéo Pokémon est un ensemble de jeux vidéo de rôle fondé sur la franchise japonaise Pokémon. Elle débute le 27 février 1996 au Japon avec la sortie des jeux Pocket Monsters Vert et Rouge. Le duo de jeux y rencontre un tel succès qu'il est décliné successivement en deux autres versions (version bleue et version jaune), puis traduit à travers le monde. Au total, le duo de jeux se vend à plus de 31 millions d'exemplaires, ce qui en fait en 1999 la deuxième meilleure vente de jeux vidéo. Grâce à ce nombre record de vente, la Pokémania était lancée au sein de nombreux pays dans le monde.
Tandis que le développeur Game Freak comptait conclure la saga Pokémon avec la deuxième génération comprenant Pokémon Or, Argent et Cristal au début des années 2000, la série en est actuellement à sa neuvième génération, inaugurée avec Pokémon Écarlate et Violet en 2022 sur Nintendo Switch.
Pokemon est l'une des séries de jeux vidéo les plus vendues de tous les temps en termes de vente, s'étant écoulé à plus de 368 millions d'exemplaires en mars 2020.

## Liste de jeux de la série principale
Depuis la sortie des premiers jeux, les jeux Pokémon se jouent exclusivement sur les consoles de jeux de la marque Nintendo. La licence de jeux Pokémon se compose de vingt-cinq jeux de la série principale, rééditions comprises, et de plusieurs séries dérivées.
| Génération            | Titre                                    | Région(s)              | Personnage jouable au choix | Pokémon de départ au choix                          | Professeur Pokémon                                    | Organisation(s) antagoniste(s)                    | Support de sortie | Date initiale de commercialisation       |
| --------------------- | ---------------------------------------- | ---------------------- | --------------------------- | --------------------------------------------------- | ----------------------------------------------------- | ------------------------------------------------- | ----------------- | ---------------------------------------- |
| Première (1996-1998)  | Rouge et Vert                            | Kanto                  | Red                         | Bulbizarre Salamèche Carapuce                       | Professeur Chen                                       | Team Rocket                                       | Game Boy          | 1996 (JAP)                               |
| Première (1996-1998)  | Rouge et Bleu                            | Kanto                  | Red                         | Bulbizarre Salamèche Carapuce                       | Professeur Chen                                       | Team Rocket                                       | Game Boy          | 1998 (USA/CAN/AUS) 1999 (EUR)            |
| Première (1996-1998)  | Jaune                                    | Kanto                  | Red                         | Pikachu                                             | Professeur Chen                                       | Team Rocket                                       | Game Boy          | 1998 (JAP) 1999 (USA/CAN/AUS) 2000 (EUR) |
| Deuxième (1999-2000)  | Or et Argent                             | Johto Kanto (épilogue) | Luth                        | Germignon Héricendre Kaiminus                       | Professeur Orme                                       | Team Rocket                                       | Game Boy Color    | 1999 (JAP) 2000 (USA/CAN) 2001 (EUR)     |
| Deuxième (1999-2000)  | Cristal                                  | Johto Kanto (épilogue) | Luth Christy                | Germignon Héricendre Kaiminus                       | Professeur Orme                                       | Team Rocket                                       | Game Boy Color    | 2000 (JAP) 2001 (USA/CAN) 2002 (EUR)     |
| Troisième (2002-2004) | Rubis et Saphir                          | Hoenn                  | Brice Flora                 | Arcko Poussifeu Gobou                               | Professeur Seko                                       | Team Aqua (Saphir) Team Magma (Rubis)             | Game Boy Advance  | 2002 (JAP) 2003 (USA/CAN/AUS/EUR)        |
| Troisième (2002-2004) | Émeraude                                 | Hoenn                  | Brice Flora                 | Arcko Poussifeu Gobou                               | Professeur Seko                                       | Team Aqua Team Magma                              | Game Boy Advance  | 2004 (JAP) 2005 (USA/CAN/AUS/EUR)        |
| Troisième (2002-2004) | Rouge Feu et Vert Feuille                | Kanto Îles Sevii       | Red Leaf                    | Bulbizarre Salamèche Carapuce                       | Professeur Chen                                       | Team Rocket                                       | Game Boy Advance  | 2004 (JAP/USA/CAN/EUR)                   |
| Quatrième (2006-2009) | Diamant et Perle                         | Sinnoh                 | Louka Aurore                | Tortipouss Ouisticram Tiplouf                       | Professeur Sorbier                                    | Team Galaxie                                      | Nintendo DS       | 2006 (JAP) 2007 (USA/CAN/AUS/EUR)        |
| Quatrième (2006-2009) | Platine                                  | Sinnoh                 | Louka Aurore                | Tortipouss Ouisticram Tiplouf                       | Professeur Sorbier                                    | Team Galaxie                                      | Nintendo DS       | 2008 (JAP) 2009 (USA/EUR)                |
| Quatrième (2006-2009) | Or HeartGold et Argent SoulSilver        | Johto Kanto (épilogue) | Luth Célesta                | Germignon Héricendre Kaiminus                       | Professeur Orme                                       | Team Rocket                                       | Nintendo DS       | 2009 (JAP) 2010 (KOR/USA/EUR)            |
| Cinquième (2010-2012) | Noir et Blanc                            | Unys                   | Ludwig Ludvina              | Vipélierre Gruikui Moustillon                       | Professeure Keteleeria                                | Team Plasma                                       | Nintendo DS       | 2010 (JAP) 2011 (USA/EUR)                |
| Cinquième (2010-2012) | Noir 2 et Blanc 2                        | Unys                   | Mélis Écho                  | Vipélierre Gruikui Moustillon                       | Professeure Keteleeria                                | Team Plasma                                       | Nintendo DS       | 2012 (JAP/USA/AUS/EUR)                   |
| Sixième (2013-2014)   | X et Y                                   | Kalos                  | Kalem Serena                | Marisson Feunnec Grenousse                          | Professeur Platane                                    | Team Flare                                        | Nintendo 3DS      | 2013 (JAP/USA/AUS/EUR)                   |
| Sixième (2013-2014)   | Rubis Oméga et Saphir Alpha              | Hoenn                  | Brice Flora                 | Arcko Poussifeu Gobou                               | Professeur Seko                                       | Team Aqua (Saphir Alpha) Team Magma (Rubis Oméga) | Nintendo 3DS      | 2014 (JAP/USA/CAN/AUS/EUR)               |
| Septième (2016-2018)  | Soleil et Lune                           | Alola                  | Elio Selene                 | Brindibou Flamiaou Otaquin                          | Professeur Euphorbe                                   | Team Skull Fondation Æther                        | Nintendo 3DS      | 2016 (JAP/USA/CAN/AUS/EUR)               |
| Septième (2016-2018)  | Ultra-Soleil et Ultra-Lune               | Alola                  | Elio Selene                 | Brindibou Flamiaou Otaquin                          | Professeur Euphorbe                                   | Team Skull Fondation Æther Team Rainbow Rocket    | Nintendo 3DS      | 2017 (JAP/USA/CAN/AUS/EUR)               |
| Septième (2016-2018)  | Let's Go, Pikachu et Let's Go, Évoli (*) | Kanto                  | Chase Elaine                | Pikachu (Let's Go, Pikachu) Évoli (Let's Go, Évoli) | Professeur Chen                                       | Team Rocket                                       | Nintendo Switch   | 2018 (JAP/USA/CAN/AUS/EUR)               |
| Huitième (2019-2022)  | Épée et Bouclier                         | Galar                  | Victor Gloria               | Ouistempo Flambino Larméléon                        | Professeure Magnolia                                  | Team Yell Macro Cosmos                            | Nintendo Switch   | 2019 (JAP/USA/CAN/AUS/EUR)               |
| Huitième (2019-2022)  | Diamant Étincelant et Perle Scintillante | Sinnoh                 | Louka Aurore                | Tortipousse Ouisticram Tiplouf                      | Professeur Sorbier                                    | Team Galaxie                                      | Nintendo Switch   | 2021 (JAP/USA/CAN/AUS/EUR)               |
| Huitième (2019-2022)  | Légendes Pokémon : Arceus (**)           | Hisui (**)             | Aurel Lucia                 | Brindibou Héricendre Moustillon                     | Professeur Lavande                                    | Détroussœurs                                      | Nintendo Switch   | 2022 (JAP/USA/CAN/AUS/EUR)               |
| Neuvième (2022-?)     | Écarlate et Violet                       | Paldea                 | Florian Juliana             | Poussacha Chochodile Coiffeton                      | Professeure Olim (Écarlate) Professeur Turum (Violet) | Team Star                                         | Nintendo Switch   | 2022 (JAP/USA/CAN/AUS/EUR)               |
| Neuvième (2022-?)     | Légendes Pokémon : Z-A                   | Kalos                  | Paxton Harmony              | Germignon Gruikui Kaiminus                          | ?                                                     | ?                                                 | Nintendo Switch   | 2025 (JAP/USA/CAN/AUS/EUR)               |

- Nouvel épisode
- Réédition
- Remake
- Suite
- Saga "Légendes"

(*) : Let's Go, Pikachu et Let's Go, Évoli sont des reboot de Pokemon Jaune.
(**) : Hisui est l'ancien nom donné à la région Sinnoh.

## Historique
| 1996 | Vert (Japon)                             |
| 1997 |                                          |
| 1998 |                                          |
| 1999 | Rouge et Bleu                            |
| 2000 | Jaune                                    |
| 2001 | Or et Argent                             |
| 2001 | Cristal                                  |
| 2002 |                                          |
| 2003 | Rubis et Saphir                          |
| 2004 | Rouge Feu et Vert Feuille                |
| 2005 | Émeraude                                 |
| 2006 |                                          |
| 2007 | Diamant et Perle                         |
| 2008 |                                          |
| 2009 | Platine                                  |
| 2010 | Or HeartGold et Argent SoulSilver        |
| 2011 | Noir et Blanc                            |
| 2012 | Noir 2 et Blanc 2                        |
| 2013 | X et Y                                   |
| 2014 | Rubis Oméga et Saphir Alpha              |
| 2015 |                                          |
| 2016 | Soleil et Lune                           |
| 2017 | Ultra-Soleil et Ultra-Lune               |
| 2018 | Let's Go, Pikachu et Let's Go, Évoli     |
| 2019 | Épée et Bouclier                         |
| 2020 |                                          |
| 2021 | Diamant Étincelant et Perle Scintillante |
| 2022 | Légendes Pokémon : Arceus                |
| 2022 | Écarlate et Violet                       |
| 2023 |                                          |
| 2024 |                                          |
| 2025 | Légendes Pokémon : Z-A                   |

- Nouvel épisode
- Réédition
- Remake
- Suite
- Saga "Légendes"

### Genèse
Satoshi Tajiri était durant son enfance un collectionneur d'insecte, comme de nombreux enfants au Japon. Il prit le surnom de « Dr Bug », traduisible par « docteur insecte ». La légende voudrait qu'en voyant un insecte sur un câble link reliant deux Game Boy, Satoshi eu l'idée des monstres à capturer.
Une autre légende raconte qu'il aurait eu l'idée de Pikachu après avoir vu une souris s'éléctrocuter sur un câble à haute tension.
En modélisant les Pokémon, Satoshi Tajiri avait deux motivations. La première était de créer un jeu difficile mais jouable qui susciterait l'imagination des enfants. La seconde était de donner aux enfants un moyen de soulager le stress et de grandir dans une société post-industrielle,.
Il crée avec son ami Ken Sugimori les Capsule Monsters en 1990. Les premières espèces de Pokémon créées sont Rhinoféros (Rhydon), Mélofée (Clefairy) et Lokhlass (Lapras),. Pokémon a été divisé en deux jeux d'après une idée de Shigeru Miyamoto afin que les jeux communiquent mieux.
À l'origine, les jeux Pokémon devaient être éditées uniquement au Japon en deux salves de deux jeux. Dans l'idée des concepteurs, les jeux Vert et Rouge, puis les jeux Or et Argent étaient les seuls jeux à concevoir. Ensuite, la licence se terminerait, à l'aube des années 2000.

### Première génération
Le développement du jeu étant terminé en octobre 1995 et le jeu ayant une date de sortie initialement prévu le 21 décembre 1995, Pocket Monsters Vert et Rouge (Poketto monsutaa) sortent le 27 février 1996 au Japon sur la Game Boy de Nintendo car les produits dérivé n'étaient pas encore prêt à la vente. Les jeux comportent 151 Pokémon et se déroulent dans la région de Kanto. Une réédition améliorée, Pocket Monsters Bleu, est commercialisée au Japon le 15 octobre 1996.
En Occident, des versions remaniées intitulées Pokémon Rouge et Pokémon Bleu sortent à partir de 1998. Comme une autre société détient les droits du nom Monster In My Pocket aux États-Unis, le nom raccourci Pokémon, déjà utilisé au Japon, devint le nom officiel.
Une version modifiée intitulée Pokémon Jaune est ensuite commercialisée et met en vedette le Pokémon Pikachu.

### Deuxième génération
Les jeux Pocket Monsters Vert et Rouge à peine sortis, les développeurs commençaient à programmer Pokémon Or et Argent, les jeux furent rapidement ralentis par le développement des versions bleues et jaunes, et par l'exportation vers l'Occident des jeux Pokémon Rouge et Bleu.
Pokémon Or et Argent comportent un complément : Pokémon Cristal. Comme la version Jaune pour les jeux Pokémon Rouge et Bleu, Cristal est quasi identique, comportant une légère mise à jour en plus.
Sortis en 1999 au Japon puis en 2000 en Amérique du Nord et enfin en 2001 en Europe Pokémon Or et Argent ramènent cent nouveaux Pokémon, portant leur nombre à 251, de nouvelles attaques, de nouveaux dresseurs, de nouvelles options et une nouvelle région: Johto, le jeu permet d'accéder aussi à la région de la 1re génération qui est Kanto.

### Troisième génération
Surnommée la « génération advance »[réf. nécessaire], la troisième génération ayant débuté en 2002 au Japon et en 2003 et 2004 dans le reste du monde se compose des jeux Pokémon Rubis, Saphir, Émeraude et des rééditions des jeux de la 1re génération Rouge Feu et Vert Feuille. La totalité des jeux se jouent sur la console portable Nintendo Game Boy Advance. Le nombre de Pokémon s'élève à 386 et se déroule dans la région de Hoenn pour les versions Rubis, Saphir et Émeraude.

### Quatrième génération
Cette génération qui a débuté en 2006 au Japon et en 2007 dans le reste du monde se compose des jeux Pokémon Diamant, Perle, Platine et des rééditions des jeux de la 2e génération Pokémon Or HeartGold et Argent SoulSilver. Les jeux se jouent désormais sur Nintendo DS. Le nombre de Pokémon s'élève à 493 et la trame des jeux Diamant, Perle et Platine se déroule dans la région Sinnoh.

### Cinquième génération
En 2010 au Japon et en 2011 pour le reste du monde apparait la 5e génération de Pokémon et elle se compose des jeux Pokémon Noir et Blanc ainsi que de leur suite Pokémon Noir 2 et Blanc 2. Les jeux sortent sur Nintendo DS. Le nombre de Pokémon s'élève à 649 et les quatre versions se déroulent dans la région d'Unys qui est une représentation de la ville de New York et de sa région.

### Sixième génération
Pokémon X et Pokémon Y ont été dévoilés au cours d'un Nintendo Direct spécial par Satoru Iwata, le président de Nintendo, le 8 janvier 2013. Celle-ci introduit une nouveauté dans la série, les Méga-évolutions, donnant aux Pokémon une évolution temporaire lors des combats. Les versions sont sorties sur la Nintendo 3DS le 12 octobre 2013 en même temps pour le monde entier (sauf exception), ce qui est une première. Cette sixième génération se compose également des rééditions des jeux de la 3e génération Rubis Oméga et Saphir Alpha.
Avec plus de 72 nouveaux Pokémon, les jeux portent la bande de Pokémon à plus de 721. L'histoire des versions X et Y se déroule à Kalos, une représentation de la France.

### Septième génération
Pokémon Soleil et Pokémon Lune ont été annoncés lors d'un "Pokémon Direct" le 26 février 2016. 81 nouveaux Pokémon sont ajoutés pour un total de 802 Pokémon. L'histoire se passe à Alola, inspiré de l'archipel de Hawaï. Le jeu introduit les capacités Z, permettant d'invoquer une attaque surpuissante qui proviennent des cristaux Z compatible sur les Pokémon ayant une capacité du même type que le cristal Z. Les deux jeux sont sortis le 18 novembre 2016 en Asie et Amérique du Nord puis le 23 novembre 2016 en Europe.
Deux versions améliorées, Pokémon Ultra-Soleil et Pokémon Ultra-Lune, sont sorties le 17 novembre 2017. Les jeux proposent de nouveaux éléments de scénarios dans la région d'Alola, ainsi que 5 nouveaux Pokémon. Le total des Pokémon passe de 802 à 807.
Enfin, Pokémon Let's Go, Pikachu et Let's Go, Évoli, réédition du jeu Pokémon Jaune, sont sortis sur Nintendo Switch le 16 novembre 2018. Bien que ne proposant que les Pokémon de la première génération, le jeu reprend néanmoins quelques mécaniques des générations suivantes, comme la présence des types Acier et Ténèbres de la deuxième génération, le type Fée et la Méga-Évolution de la sixième génération et les formes d'Alola de la septième génération. Le jeu est également compatible avec Pokémon Go.

### Huitième génération
La huitième génération de jeux Pokémon, Pokémon Épée et Pokémon Bouclier, a été dévoilée au cours d'un Pokémon Direct qui s'est tenu le 27 février 2019. L'histoire se déroule dans une nouvelle région nommée Galar, qui s'inspire de l'actuelle Grande-Bretagne. Une spécialité venant de cette région est la capacité Dynamax, permettant aux Pokémon de prendre une taille gigantesque lors d'un combat sur les arènes ou les terres sauvages. Les deux jeux sont sortis mondialement le 15 novembre 2019.
Le 26 février 2021, Pokémon Diamant Étincelant et Perle Scintillante sont annoncés en même temps que Légendes Pokémon : Arceus lors d'un Pokémon Presents. 

### Neuvième génération
Le 27 février 2022, Pokémon Écarlate et Violet sont annoncés lors d'un Pokémon Presents. Cette neuvième génération se passe dans la région de Paldea, inspiré de la Péninsule Ibérique. Il s'agit du premier jeu en monde ouvert de la série principale. Comparé aux précédents jeux, celui-ci propose trois intrigues qui peuvent se faire dans n'importe quel ordre et à son propre rythme, dont les arènes pouvant se faire dans l'ordre choisi. Les jeux sortent le 18 novembre 2022.

## Système de jeu

### Série principale

#### Solo
Le joueur parcourt progressivement les itinéraires possibles. Les Pokémon sauvages se rencontrent sur les routes, ainsi que des dresseurs isolés. Il y a, par ailleurs, des bâtiments spécialisées, appelés arènes, dans lesquels les dresseurs ont, généralement, tous des Pokémon d'un même type. Le champion de l'arène, le dresseur le plus puissant, une fois vaincu, donne au joueur le badge de l'arène. Après avoir collecté les badges de toutes les arènes, le dresseur peut progresser dans le jeu. Dans les versions Bleu et Rouge, par exemple, Red peut alors affronter le Conseil des 4, qui sont les dresseurs les plus puissants du jeu. 

#### Connectivités
Les différents jeux de même génération voire d'autres générations peuvent interagir entre eux. Lors de la sortie de Pokémon Vert et Rouge au Japon, l'échange entre deux Game Boy grâce au câble link était inédit.
Pour compléter le Pokédex national (capturer tous les Pokémon sur un seul jeu), il est indispensable de faire des échanges avec des jeux d'autres générations Pokémon car chaque nouvelle génération ne permet pas de capturer dans la région tous les Pokémon des générations précédentes.

### Séries dérivées
En parallèle de la série principale, des séries dérivées de jeux Pokémon, aux concepts et styles de jeu variés, ont vu le jour. 

#### Pokémon Snap
Les jeux Pokémon Snap sur Nintendo 64 et New Pokémon Snap sur Nintendo Switch mettent le joueur dans la peau d'un photographe cherchant à collectionner les clichés de tous les Pokémon. 

#### Donjon Mystère
Dans les jeux Pokémon : Donjon Mystère, le joueur incarne un Pokémon et évolue avec son équipe dans des donjons, y remplit des missions et combat une série de boss, à l'instar des RPG classiques.

#### Pokémon Stadium
Les jeux de la série Pokémon Stadium sont les premières aventures en 3D de la série Pokémon. Si Pokémon Stadium 1 et 2, disponibles sur Nintendo 64, s'articulent entièrement autour des combats Pokémon, les jeux sur GameCube Pokémon Colosseum et Pokémon XD proposent également des aventures de type RPG. L'opus Pokémon Battle Revolution sur Wii revient lui à une formule concentrée sur les combats. 

#### Pokémon Go
Pokémon Go est un jeu vidéo mobile en free-to-play. Il propose d'attraper des Pokémon en utilisant la localisation et la réalité augmentée du smartphone.

#### Autres jeux vidéo
De nombreux jeux vidéo exploitent la licence Pokémon de manière variée depuis 1996, parmi lesquels :
- Pokémon Pinball est un jeu de flipper sorti sur Game Boy Color, une suite étant disponible sur Game Boy Advance.
- Pokémon Ranger propose de capturer les Pokémon en dessinant des boucles autour de ceux-ci, à l'aide du stylet de la Nintendo DS.
- Pokémon Link! est un jeu au concept proche de Tetris, sur Nintendo DS.
- Pokémon Unite est un jeu vidéo d'arène de bataille en ligne multijoueur sorti en 2021, disponible à la fois sur Nintendo Switch et mobiles.

Il existe aussi un jeu en ligne appelé Pokémon NetBattle, jeu qui n'a rien à voir avec Nintendo, qui permet d'affronter d'autres personnes via internet. Un patch français est aussi disponible sur le net. Ce jeu en ligne permet de créer son équipe afin d'affronter d’autres joueurs dans des combats similaires à ceux de la Game Boy Advance.
Le Pokémon Ranch est une sorte de successeur de Pokémon Box sur GameCube (bien que les Pokémon déposés ne peuvent pas retourner dans une version Pokémon dont ils ne sont pas issus). Il est téléchargeable pour 1000 Wii Points sur le WiiWare depuis le 20 mai 2008. Situé dans le menu de la Chaine Boutique Wii, il permet de stocker jusqu'à 1000 Pokémon des versions Diamant et Perle sur Nintendo DS. Des Pokémon spéciaux sont offerts à partir d'un certain seuil de Pokémon déposés atteints.

## Conception
Pour la commercialisation hors Japon, les jeux vidéo sont traduits en cinq langues différentes : l'anglais, le français, l'allemand, l'espagnol et le portugais. Les jeux Pokémon sortis en France sont alors tous intégralement traduits en français, à l'exception notables des cartouches de jeu Pokémon mini (qui ne présentent cependant que peu de texte).
Selon Ken Sugimori, les jeux Pokémon ne sont pas réservés aux enfants ; les jeux peuvent se jouer à n'importe quel âge, ce qui indique que le public visé est plutôt hétérogène. La série offre plusieurs possibilités tactiques, comme de nombreux jeux vidéo de rôle.

## Marketing
Au Japon, Nintendo accepte l'idée de Satoshi Tajiri et le finance. Les jeux sortent au Japon sans marketing, tout se passe par le bouche-à-oreille. La licence s'est dispersée à travers le monde. En France, Pokémon France est d'abord présenté sur le plan marketing et commercial à la presse professionnelle et aux acteurs de la distribution. Les jeux ont bénéficié d'une campagne marketing accompagnée d'une campagne publicitaire télévisuelle. Laurent Fischer, directeur marketing français puis européen de Nintendo relativise en expliquant que les jeux ne sont pas devenus un phénomène de société : « Ne me demandez pas quelle stratégie commerciale peut expliquer le succès des Pokémon : il n’y en a pas ! C’est avant tout un concept innovant qui aurait pu totalement se passer du marketing. Celui-ci n’a servi qu’à accélérer le succès ». Selon Samuel Lepastier, « Les Pokémon sont surtout un symptôme de notre société, où l'on cherche d'abord à rendre les enfants consommateurs, pour trouver ensuite des alibis pédagogiques, ».
Selon Aymeric de Guillomont, les personnages du jeu suivent un schéma actantiel. Le dresseur que le joueur contrôle est le sujet, les Pokémon sont les objets, puis les adjuvants. Ceux-ci lui permettent de l'aider dans sa quête pour obtenir le statut de « Maître Pokémon ». La réussite des jeux vidéo Pokémon peut être indu à cette relation entre le joueur et le dresseur quelconque, mais aussi grâce à la complexité des défis contrairement aux autres jeux.
Habituellement dans le sens inverse, la licence Pokémon s'est également décliné en série animée, en jeu de cartes, en films, en jouets (Rubik's Cube, balle rebondissante), en peluches, en objet de toute sorte comme une brosse à dents, ou un distributeur d'étiquettes. La profusion des produits annexes ont permis aux jeux de se vendre plus.
Selon une étude britannique, 7 % des enfants de quatre ans savent reconnaître les espèces de Pokémon. Ce chiffre arrive à 78 % à l'âge de huit ans.

## Accueil et postérité
La série s'est vendue à 52 millions d'exemplaires en 2001, 110 millions en janvier 2004, 143 millions en décembre 2005, 155 millions en janvier 2007, 197 millions en mai 2010 et 215 millions en octobre 2010. En mai 2010, la série de jeux vidéo est classée onzième parmi d'autres par les lecteurs du Livre Guinness des records,. La série est classée deuxième meilleur licence de jeu derrière Super Mario,, également propriété de Nintendo. Pokémon Rouge et Bleu rentre, en 2009, dans le Livre Guinness des records en tant que « meilleure vente de RPG sur Game Boy » et « meilleure vente de RPG de tous les temps ». À leur sortie, les jeux réalisent la deuxième meilleure vente mondiale avec plus de 31 millions de jeux vendus dans le monde,. Ces jeux obtiennent la meilleure vente de l'année au Japon, en 1996 et en 1997. Pokémon Noir et Blanc deviennent le meilleur démarrage au Japon avec plus de 2,6 millions d’exemplaires vendus en deux jours, dépassant les 2,5 millions d'unités vendues de Final Fantasy VIII. Sur Game Boy, Game Boy Color et Game Boy Advance, les jeux vidéo Pokémon atteignent la première place des meilleures ventes de leur console respective.
Les jeux vidéo Pokémon se sont transformés en une licence qui rapporte, rien qu'en France, entre 40 et 90 millions d'euros en fonction des années. Ces objets ont contribué à rendre les jeux populaires auprès des enfants, à le rendre inconsciemment réservés aux enfants. Lorsque ces objets auront disparu, Game Freak espère effacer cette « stigmatisation négative ».
Elle a développé une nouvelle sorte de jeu vidéo appelé les « Pokémon-like ». Le principe de ces jeux est identique à celui de Pokémon. Le joueur doit capturer, entraîner et faire combattre ses monstres. Certains sont développés sur console de jeu ou ordinateur, tandis que d'autres sont conçus pour fonctionner sur téléphone portable. D'autres fans ont créé des jeux inspirés des jeux Pokémon. Il existe par exemple Pokémon Type Wild, un jeu de combat ; PokéMMO, un jeu de rôle en ligne massivement multijoueur, Pokémon Gemme, un jeu de rôle ou encore PokExp, un jeu de rôle en ligne accessible via un navigateur web.